# 誰よりもつよく抱きしめて
『誰よりもつよく抱きしめて』（だれよりもつよくだきしめて）は、新堂冬樹による小説。
『女性自身』（光文社）にて、2004年11月30日・12月7日合併号から2005年6月21日号まで連載された。その後、同社より2005年9月に単行本が刊行され、2008年10月に文庫版が刊行された。さらに2024年12月には文庫新装版が刊行されている。
児童書専門店を営む女性・月菜が、強迫性障害のため愛する妻に触れることもできなくなった絵本作家の夫・良城と同性愛の青年との間で切なく揺れ動く恋愛模様が描かれる。
2025年2月7日に映画版が公開された。

## あらすじ
児童書専門店「夢の扉」を営む月菜は、童話作家の夫・良城との結婚生活8年目を迎えている。良城は穏やかで優しい夫だが、結婚1年目にふとしたことから発症した強迫性障害（俗に言う潔癖症）に苦しめられており、良城は7年の間月菜に触れることもできなくなっている。それでも、良城を愛する月菜は夫の病気を懸命に理解しようし、夫の前では努めて明るく振舞おうとする。
そんなある日、月菜の店を訪れた青年が店に携帯を忘れ、その電話にかかってきた彼の恋人・麻耶からの別れの電話に月菜が無言で出てしまった負い目もあり、その青年・榎克麻と会うことになる。克麻は同性愛者であることを月菜に打ち明け、麻耶との別れもそのことが原因だから気にしなくていいと言った上で、月菜に「本当に想っている人のことを、罪の意識なく愛し、この手で抱きしめたい」と自らの願いを話し始め、次第に月菜に好意を持ち始める。
一方、良城の方も発症以来ずっと通院しているクリニックで、良城と症状が共通する女性・村山千春と知り合っていた。月菜が良城の受診に初めて同行するためにクリニックを訪れた時に待合室で良城と親しく話している、若く魅力的な千春を見かけて、思わず刺々しい口調で挨拶をしてしまう。

## 登場人物
水島月菜（みずしま つきな）
33歳。父親から受け継いだ児童書専門店「夢の扉」の店主。夫・良城とは結婚生活8年目になる。
強迫性障害を発症した良城の症状は理解しながらも、お互いに触れ合うことができないことに思い悩んでいる。
水島良城（みずしま よしき）
月菜の優しい夫。絵本作家で『空を知らないモジャ』という作品で児童文学賞を受賞し、デビューしている。
触れる物すべてに細菌が付着しているような強迫観念に囚われるなどの強迫性障害を7年前に発症し、苦しめられている。
木内早智子（きうち さちこ）
33歳。月菜の高校時代からの友人。2回の離婚歴がある。夫婦関係を1つのツールとしか考えていない。
弁護士事務所の事務員をしており、バイトで来ている8歳年下の男性・仁と交際している。
榎克麻（えのき かつま）
28歳。月菜の店の隣のビルにあるバー「フリータイム」のバーテン。同性愛者。
月菜の店に携帯を忘れてしまい、麻耶からの別れの電話を月菜が聞いてしまう。
麻耶（まや）
克麻の恋人。克麻が交際した唯一の女性。克麻から同性愛のことを告げられ、電話に出たのが月菜と気づかずに別れを告げる。
村山千春（むらやま ちはる）
年齢は24、5歳。良城がクリニックで知り合った魅力的な女性。良城と共通する症状を持つ。
良城に対してはお互いに気を許しあっている。良城との関係に疎外感を感じる月菜からは良い感情を持たれていない。
佐倉（さくら）
佐倉クリニックの医師。良城や千春がカウンセリングを受けている。

## 書誌情報
- 新堂冬樹『誰よりもつよく抱きしめて』
  - 2005年9月20日発売[1]、光文社（カッパノベルス、単行本）、ISBN 978-4-334-92466-9
  - 2008年10月9日発売[5]、石井のりえ（イラスト）光文社文庫、ISBN 978-4-334-74483-0
  - 2024年12月11日発売[5]、光文社文庫新装版、ISBN 978-4-334-10506-8

## 映画
2025年2月7日に公開された。監督は内田英治、主演は三山凌輝と久保史緒里（乃木坂46）。

### キャスト

#### 主要人物
水島良城
演 - 三山凌輝（高校生時代：北島岬）
絵本作家。強迫性障害による潔癖症を患ってしまい、常にビニール手袋を着用しており、同棲する月菜にも手も触れられない。
桐本月菜
演 - 久保史緒里（乃木坂46）（高校生時代：竹下優名）
絵本専門店の女性。水島の恋人。彼の病気を理解しつつも、自分の揺れ動く心に思い悩む。
イ・ジェホン
演 - ファン・チャンソン（2PM）
月菜の前に現れる男。恋人と触れ合っても心が動かない。

#### 周辺人物
村山千春
演 - 穂志もえか
良城が治療を決意して訪れた病院で出会う女性。良城と同じ症状で思いを共有できることから仲を深めていく。
木内早智子
演 - 永田凜
月菜の親友。
佐倉
演 - 北村有起哉
良城の担当医。
水島正臣
演 - 酒向芳
良城の祖父。

### スタッフ
- 原作 - 新堂冬樹『誰よりもつよく抱きしめて』（光文社文庫）[12]
- 監督 - 内田英治
- 脚本 - イ・ナウォン[7]
- 主題歌 - BE:FIRST「誰よりも」（B-ME）[13]
- 製作 - 宮地大輔、川村英己[14]
- プロデューサー - 宮地大輔、楠智晴[14]
- アソシエイトプロデューサー - Andy J. Kim[14]
- 音楽 - 小林洋平[14]
- ラインプロデューサー - 尾関玄[14]
- 撮影 - 山田弘樹[14]
- 照明 - つぐひらTKD[14]
- 美術 - 佐々木理恵[14]
- 装飾 - 有村謙志[14]
- 録音 - 髙田伸也[14]
- 衣装 - 川本誠子[14]
- ヘアメイク - 板垣実和[14]
- 小道具 - SAORI[14]
- 編集 - 小美野昌史[14]
- 視覚効果 - 若松みゆき[14]
- 音響効果 - 堀内みゆき[14]
- 絵本イラスト - サンタ[14]
- 助監督 - 佐藤吏[14]
- 制作担当 - 今井尚道[14]
- キャスティング - 伊藤尚哉[14]
- 特別協力 - 光文社
- 宣伝 - ブロードメディア、HIAN
- 配給・制作プロダクション - アークエンタテインメント[14]
- 製作 - HIAN、アークエンタテインメント

## コミカライズ
漫画：さがわ蓮 / 原作：新堂冬樹で、ぶんか社「ストーリーな女たち ブラック Vol.14」（第1回）から、「ストーリーな女たち ブラック Vol.23」（最終回）まで連載された。